# Cyclocephala concolor
Cyclocephala concolor är en skalbaggsart som beskrevs av Hermann Burmeister 1847. Cyclocephala concolor ingår i släktet Cyclocephala och familjen Dynastidae. Inga underarter finns listade i Catalogue of Life.